# Vincenzo de Siena
Vincenzo de Siena (falecido a 10 de janeiro de 1578) foi um prelado católico romano que serviu como bispo de Sarno (1573–1578).

## Biografia
Vincenzo de Siena foi ordenado sacerdote na Ordem dos Pregadores. A 19 de fevereiro de 1573, foi nomeado bispo de Sarno durante o papado de Gregório XIII, onde serviu como bispo até à sua morte a 10 de janeiro de 1578.